# Rezerwat przyrody Rajchowa Góra
Rezerwat Rajchowa Góra – rezerwat fitocenotyczny położony w województwie śląskim na terenie gminy Boronów. Rajchowa Góra jest jednym z czterech rezerwatów znajdujących się na obszarze Parku Krajobrazowego Lasy nad Górną Liswartą. Powierzchnia rezerwatu stanowi 8,2 hektara. Utworzony został w roku 1959. Obszar rezerwatu podlega ochronie ścisłej.
Nazwa rezerwatu związana jest z nazwiskiem Reich, które, według miejscowych podań, należało do zamieszkującego na tym obszarze pustelnika.

## Zbiorowiska roślinne

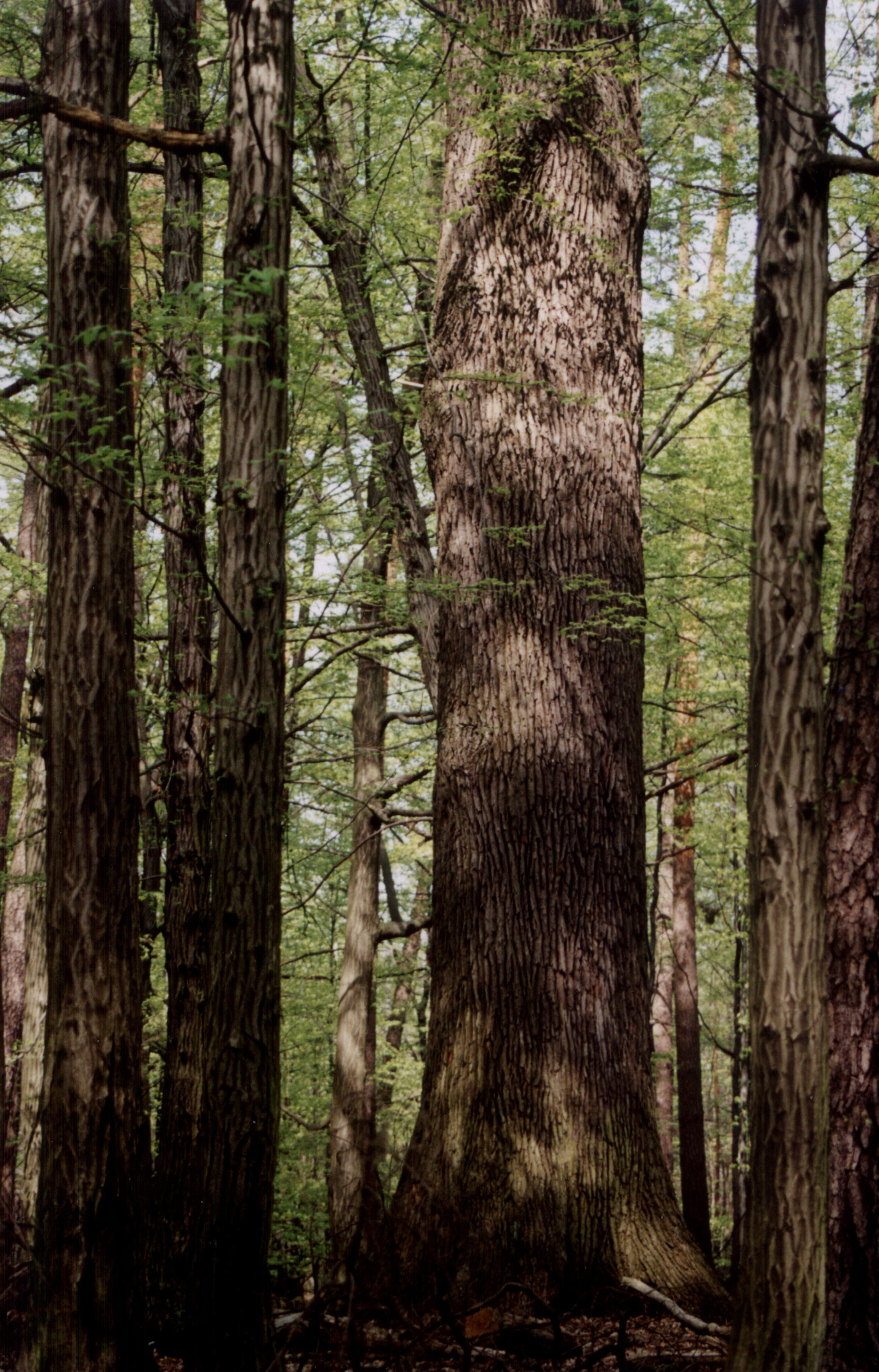
Jeden z dębów znajdujących się na terenie rezerwatu

W zachodniej części rezerwatu znajduje się zespół roślinny zaklasyfikowany jako bór mieszany świeży. Obecnie w zespole tym, ze względu na prowadzoną w tym rejonie gospodarkę leśną, dominuje sosna zwyczajna, z domieszką dębów bezszypułkowych i szypułkowych oraz buka zwyczajnego. Pierwotnie gatunkiem dominującym był tu dąb bezszypułkowy.

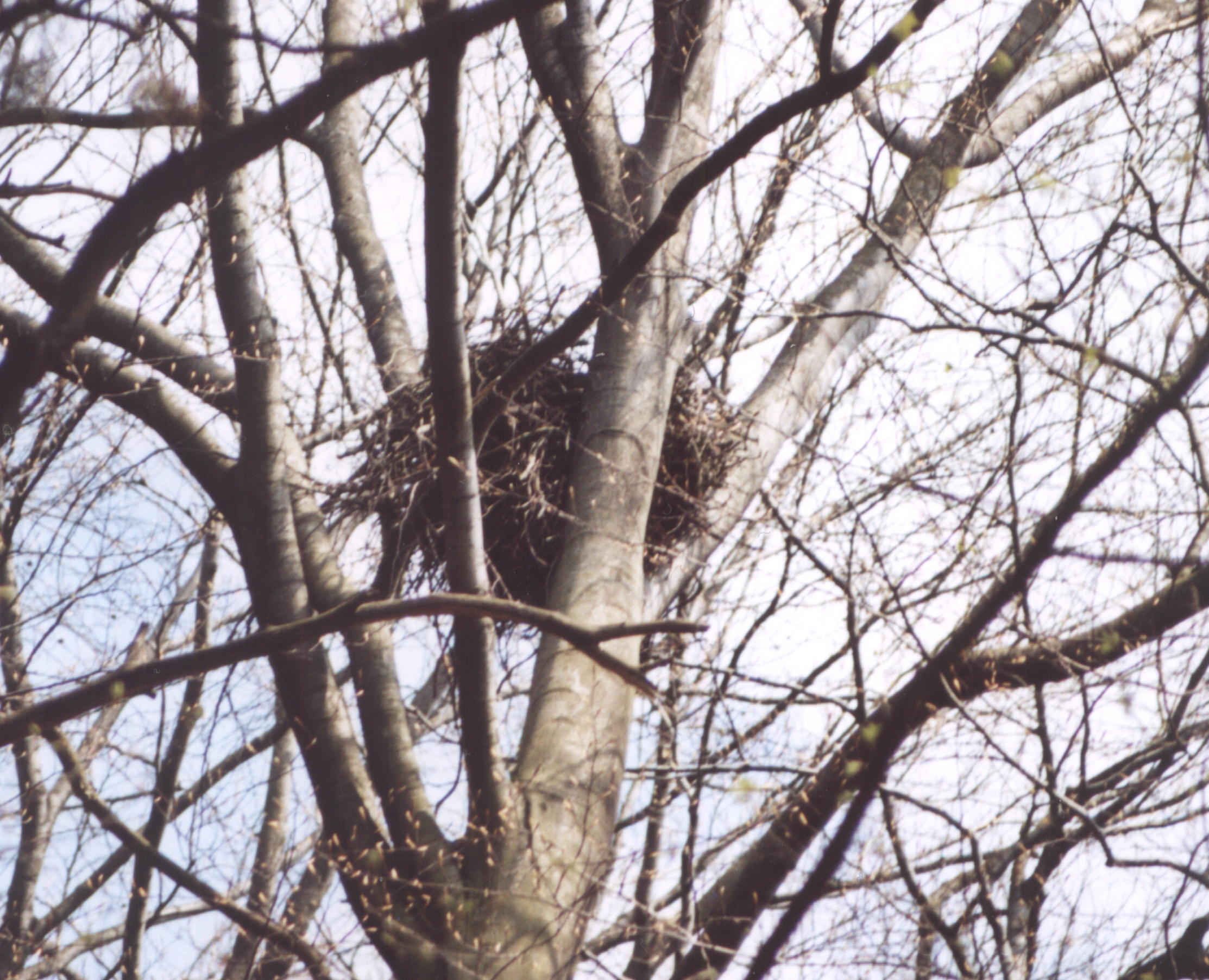
Gniazdo myszołowa zwyczajnego

W rezerwacie znajduje się też siedlisko określone jako las mieszany świeży z przewagą buka zwyczajnego (40%) oraz sosny zwyczajnej (30%), dębu szypułkowego (20%) oraz świerka (10%). Ze względu na znaczną degradację nie zostało ono zakwalifikowane do żadnego zespołu leśnego.

## Fauna
Rezerwat jest siedliskiem dla dzięcioła zielonego oraz gniazdującego tu myszołowa zwyczajnego.